# Олехновичи (станция)
Олехно́вичи (бел. Аляхновічы) — железнодорожная станция электропоездов в Молодечненском районе. Расположена между остановочными пунктами Романы и Бояры.
Станция расположена в одноимённом посёлке. Недалеко от станции протекает река Уша. Станция является одной из конечных пригородных электропоездов.
14 апреля 1961 года Министерство путей сообщения СССР согласовало технико-экономическое обоснование электрификации 48-километрового участка Минск - Олехновичи. Проект предусматривал реконструкцию пути, переездной автоматики, устройств СЦБ и связи, хозяйства Минского электросетевого района, строительство моторвагонного депо и двух тяговых подстанций.
5 декабря 1963 года в 19.00 по команде энергодиспетчера Омара Авлахошвили подано напряжение в контактную сеть от тяговой подстанции Олехновичи.
7 декабря 1963 года в 15:36 со 2-го пути станции Минск-Пассажирский отправился первый в Белоруссии электропоезд (ЭР9-23) по маршруту Минск — Олехновичи. Поезд вели машинист Георгий Галкин и помощник машиниста Александр Иванов.
1 января 1964 года открыто регулярное движение по маршруту Минск - Олехновичи.

## Стоимость
Стоимость проезда на поездах региональных линий экономкласса: до станции Минск-Пассажирский — 1.04 коп., до станции Молодечно — 0.70 коп., до станции Гудогай — 2.12 коп., до станции Солы — 1.68 коп.